# Сургути
Сургути (рос. Сургуты) — присілок у Сєверному районі Новосибірської області Російської Федерації.
Входить до складу муніципального утворення Федоровська сільрада. Населення становить 9 осіб (2010).

## Історія
Згідно із законом від 2 червня 2004 року органом місцевого самоврядування є Федоровська сільрада.

## Населення
| 2002 | 2007 | 2010 |
| ---- | ---- | ---- |
| 9    | ↘8   | ↗9   |